# Juan Alberto Díaz López
Juan Alberto Díaz López (Madrid, 1984) es un escritor y jurista español.

## Biografía
Con diecisiete años, mientras estudiaba en el Liceo Francés de Madrid y tocaba el bajo en un grupo underground de heavy metal, escribió la novela fantástica El navegante de los sueños. El manuscrito fue del agrado del escritor Jesús Callejo y sería publicado dos años después, en 2003, cosechando buenas ventas. A pesar de ello, su siguiente publicación de ficción se dilataría hasta el año 2017, cuando fue publicado un microrrelato de ciencia ficción, premiado como "ganador del público", en el marco de un concurso organizado por el CGAE. En una entrevista concedida con motivo de la lejana publicación de El navegante de los sueños, manifestó que había escrito otra novela, titulada Segmentado y de temática grimdark, en la que un personaje sería un manananggal. La novela se publicó en 2025.
Tras publicar aquella primera novela, se centró en sus estudios jurídicos en la Universidad Autónoma de Madrid, donde es Profesor de Derecho Penal, publicando numerosas obras jurídicas, alguna de ellas premiada. Obtuvo el título de Doctor con una tesis sobre los delitos de odio, teniendo una presencia habitual en medios de comunicación para hablar de esta clase de delitos, y se incorporó como Académico Correspondiente a la Real Academia de Jurisprudencia y Legislación. Paralelamente a esa actividad universitaria, ejerce como abogado penalista, especializado en delitos económicos, y ha participado en casos de relevancia mediática.

## Obra
Libros:
- El navegante de los sueños (Ed. Laberinto, 2003, ISBN 978-84-8483-110-5).
- El delito de usurpación del estado civil (Ed. Dykinson, 2010, ISBN 978-84-9849-870-7).
- El odio discriminatorio como agravante penal: Sentido y alcance del  artículo 22.4ª CP (Ed. Civitas, 2013, ISBN 978-84-470-4304-0).
- ¿Discurso de odio y/o discurso terrorista?: música, guiñoles y redes sociales frente al artículo 578 del código penal (Ed. Thomson Reuters Aranzadi, 2019, ISBN 978-84-1309-492-2). En coautoría con Manuel Cancio Meliá.
- Medidas cautelares tributarias en el proceso penal: el artículo 81.8 LGT (Ed. Francis Lefebvre, 2019, ISBN 978-84-17544-69-0)
- Informe de delimitación conceptual en materia de delitos de odio (Ed. Ministerio de Inclusión, Seguridad Social y Migraciones, 2ª ed. 2020, NIPO 121-20-004-9).[16]
- Segmentado (2025, ISBN 978-84-09-75446-5).